# Samuel Lipski
Samuel Lipski herbu Grabie – stolnik kijowski w latach 1673-1715, rotmistrz królewski, sędzia kapturowy ziemi sanockiej w 1696 roku.